# Moschea Teşvikiye
La moschea Teşvikiye è una moschea imperiale ottomana che si trova nella mahalle di Teşvikiye a Istanbul, in Turchia.